# Phylloptera digramma
Phylloptera digramma är en insektsart som först beskrevs av Walker, F. 1869.  Phylloptera digramma ingår i släktet Phylloptera och familjen vårtbitare. Inga underarter finns listade i Catalogue of Life.